# Kahn-e Cherāgh
Kahn-e Cherāgh (persiska: کهن چراغ) är en ort i Iran.   Den ligger i provinsen Kerman, i den sydöstra delen av landet, 1 100 km sydost om huvudstaden Teheran. Kahn-e Cherāgh ligger 505 meter över havet och antalet invånare är 593.
Terrängen runt Kahn-e Cherāgh är platt, och sluttar söderut. Runt Kahn-e Cherāgh är det glesbefolkat, med 8 invånare per kvadratkilometer. Kahn-e Cherāgh är det största samhället i trakten. Trakten runt Kahn-e Cherāgh är ofruktbar med lite eller ingen växtlighet.